# Хронологія Ленінопаду (2021)
У цій статті в хронологічному порядку наведено перелік подій, які відбувалися в рамках Ленінопаду. Перший головний розділ вміщує демонтажі, знесення та повалення пам'ятників Володимирові Леніну. Окремими розділами наведені події демонтажів та повалень пам'ятників іншим комуністичним діячам, а також ліквідації радянських символів під час Ленінопаду. Окрім того, окремо наведено перелік подій, під час яких демонтажам, знесенням чи пошкодженням яких, чинили опір. Перелік подій, дата яких невідома, також поданий окремим розділом.
У випадку демонтажу пам'ятки це може не бути вказано. Якщо пам'ятник повалено або демонтовано з примітками — це вказується додатково.

## Знесення і демонтаж пам'ятників Леніну

### Січень
- 21 січня, с. Калчева, Одеська область. Демонтовано пам'ятник Леніну силами місцевої влади[1].
- 27 січня, с. Старі Трояни, Ізмаїльський район, Одеська область. Пам'ятник Леніну знесено вночі невідомими[2].
- 30 січня, с. Тимків, Хмельницька область. Знесено погруддя Леніну [3].

### Лютий
- 18 лютого, м. Токмак, Запорізька область. Демонтовано пам'ятник Леніну на території колишнього дизелебудівного заводу[4].

### Березень
- 9 березня, м. Молочанськ, Запорізька область. Демонтовано погруддя Леніну на території млину Вілмса (колишній молочноконсервний комбінат)[5][6].
- 10 березня, с. Костувате, Миколаївська область. Демонтовано пам'ятник Леніну, який був одним з останніх на відкритій території за винятком заводів, санаторіїв та окупованих територій[7].

### Квітень
- 12 квітня, с. Пилявка, Хмельницька область[8].
- 16 квітня, с. Удовиченки, Полтавська область[9]. Демонтовано передостанній пам'ятник Леніну на Полтавщині.
- 18 квітня с. Копистин, Хмельницька область[10]. Демонтовано пам'ятник Леніну на Хмельниччині.

### Травень
- 17 травня, с. Маціорськ, Хмельницька область[11]. Демонтовано пам'ятник Леніну на Хмельниччині.

### Червень
- 7 червня, с. Пишки, Хмельницька область[12]. Демонтовано пам'ятник Леніну на Хмельниччині.

### Серпень
- 12 серпня, с. Великозалісся, Хмельницька область[13]. Демонтовано пам'ятник Леніну на Хмельниччині.
- 13 серпня, с. Кізя, Хмельницька область[13] Демонтовано пам'ятник Леніну на Хмельниччині.

### Вересень
- 9 вересня, с. Мілівці, Хмельницька область. Демонтовано погруддя Леніну[14].
- 22 вересня, с. Бандурове, Кіровоградська область. Демонтовано пам'ятник Леніну[15].

### Грудень
- 20 грудня, с.Ковалівка, Вінницька область. Демонтовано пам'ятник Леніну[16].

## Ліквідація пам'ятників іншим комуністичним діячам та інших радянських  і російсько-імперських символів
Під час Ленінопаду повалили, демонтували чи пошкодили низку пам'ятників іншим комуністичним діячам, а також інші радянські та російсько-імперські символи.

### Січень
- 2 січня, м. Берегове, Закарпатська область. Демонтовано меморіальну дошку на честь Леніна.
- 6 січня, м. Київ. Серп і молот на будівлі КНЕУ закрито зображенням прапору України.
- 10 січня, м. Мукачево, Закарпатська область. Демонтовано макети радянських орденів із серпами та молотами біля Ратуші.
- 27 січня, с. Холмське, Одеська область. Відбито ніс погруддю Карла Маркса[17].
- 30 січня, Вінницька область. Демонтовано макет радянського ордену із серпом та молотом[18].

### Лютий
- 4 лютого, с. Петрівка, Одеська область. Демонтовано герб СРСР на фасаді Будинку культури[19].
- 8 лютого, м. Львів. Закрито серп і молот на фасаді будівлі у Стрийському парку[20].
- 8 лютого, м. Вараш, Рівненська область. Демонтовано стелу зі старою назвою міста[21]
- 8 лютого, смт Тиврів, Вінницька область. Демонтовано дошки із макетами радянських орденів у центрі селища[22].
- 12 лютого, м. Маріуполь, Донецька область. Демонтовано дошку місцевому комуністу Варганову[23].
- 16 лютого, м. Херсон. Демонтовано дошку на честь площі Героїв Сталінграда[24].
- 17 лютого, с. Градизьк, Полтавська область. Демонтовано серп і молот з місцевого будинку культури[25].
- 24 лютого, м. Харків. Демонтовано макет ордена Леніна усередині Харківської міської ради. Згодом його повернули назад[26].
- 26 лютого, с. Новопідгородне, Дніпропетровська область. Демонтовано дошку на честь 50-річчя жовтня[27].

### Березень
- 2 березня, с. Минківка, Харківська область. Погруддя Чапаєва перероблено на погруддя засновника села - козака Мина[28].
- 4 березня, с. Лукаші, Київська область. Демонтовано серп і молот з фасаду будинку культури[29].
- 12 березня, с. Костувате, Миколаївська область. Демонтовано погруддя Марксу[30].
- 17 березня, м. Херсон. Демонтовано макет ордену з серпом та молотом[31].
- 19 березня, с. Синявка, Черкаська область. Демонтовано серп і молот[32].
- 25 березня, с. Поліське, Чернігівська область. Демонтовано напис Пролетарське[33].
- 25 березня, с. Смичин, Чернігівська область. Демонтовано серп і молот на фасаді ліцею[33]
- 29 березня, м. Київ. Демонтовано дошку на честь 50-річчя жовтня на бульварі Лесі Українки[34].
- 30 березня, м. Херсон. Декомунізовано пам'ятник комсомольцям[35].
- 30 березня, с. Конельська Попівка, Черкаська область. Демонтовано герб СРСР[36].
- 31 березня, с. Гордашівка, Черкаська область. Демонтовано стелу з написом - землі імені Леніна[37].

### Квітень
- 6 квітня, с. Грушківка, Черкаська область. Демонтовано серп і молот з фасаду сільського магазину[38].
- 7 квітня, смт. Нова Прага, Кіровоградська область. Остаточно демонтовано стелу з написом "Колгосп Червоний Прапор"[39].
- 8 квітня, с. Кубей, Одеська область. Закрито зображення Леніна усередині будинку культури[40].
- 13 квітня, м. Кропивницький. Демонтовано напис "Кіровоград" зі стели[41].
- 14 квітня, с. Лобачі, Полтавська область. Демонтовано погруддя Димитрову[42].
- 14 квітня, с. Левенцівка, Полтавська область. Демонтовано погруддя Горькому[42]
- 15 квітня, м. Хмельницький. Демонтовано анотаційну дошку Ватутіну[43].
- 15 квітня, с. Радочини, Полтавська область. Демонтовано пам'ятник Марксу[44].
- 16 квітня, с. Новоселівка, Полтавська область. Демонтовано пам'ятник Петровському[45].
- 17 квітня, м. Кропивницький. Демонтовано радянську зірку[46].
- 19 квітня, м. Кропивницький. Демонтовано напис "Наша цель-коммунизм" з фасаду колишнього ліжкового заводу[47].
- 20 квітня, с. Калинівка, Полтавська область. Демонтовано пам'ятник Свердлову[48].
- 21 квітня, м. Львів. Розпочато демонтаж монументу Слави[49].
- 21 квітня, с. Баштечки, Черкаська область. Серп і молот на фасаді сільради замінено на тризуб[50].
- 21 квітня, с. Суботці, Кіровоградська область. Демонтовано зірки та серпи з молотами[51].
- 22 квітня, смт. Великий Бурлук, Харківська область. Закрито банером зображення Леніна на дитячому садочку[52].
- 22 квітня, м. Хмельницький. З будинку у центрі Хмельницького прибрали комуністичну символіку[53].
- 26 квітня, смт. Летичів, Хмельницька область. Демонтовано дошку на честь повітового з'їзду рад[54].
- 30 квітня, м. Олександрія, Кіровоградська область. Демонтовано дошку Віталію Примакову[55].

### Травень
- 5 травня, с. Коробівка, Черкаська область. Демонтовано дошку на честь 50-річчя жовтневого перевороту[56].
- 6 травня, м. Конотоп, Сумська область. Демонтовано дошку на честь ветерана ленінської партії[57].
- 6 травня, смт Рокитне, Київська область. Демонтовано зірку із зображенням серпа та молота на стелі у центрі селища[58].
- 6 травня, смт Лозно-Олександрівка, Луганська область.  Демонтовано герб СРСР з фасаду селищної ради[59].
- 6 травня, Кропивницький район. Частково декомунізовано стелу з написом Кіровоградський район[60].
- 8 травня, м. Мерефа, Харківська область. Демонтовано напис про героїв громадянської війни з меморіалу[61].
- 10 травня, с. Москалівка, Хмельницька область. Декомунізовано стелу із зображенням Котовського[62].
- 10 травня, м. Сєвєродонецьк, Луганська область. Закрито серпи і молоти на фасаді будівлі міської ради[63].
- 25 травня, с. Великі Сорочинці, Полтавська область. Демонтовано погруддя більшовику Андрію Чумаку[64][65].
- 25 травня, м. Київ. Демонтовано дошку із серпом та молотом на фасаді будівлі Дарницької районної ради ветеранів[66].
- 25 травня, м. Красилів, Хмельницька область. Зафарбовано серп і молот на фасаді багатоквартирного будинку[67].
- 26 травня, с. Тиманівка, Вінницька область. Демонтовано серп і молот на в'їзді до села[68].
- 31 травня, м. Львів. Демонтовано флагшток із зображенням серпа та молота на будівлі[69].

### Червень
- 8 червня, с. Слобідка-Рахнівська, Хмельницька область. Демонтовано макет ордену Леніна на трасі між Хмельницьким і Кам'янець-Подільським[70].
- 8 червня, с. Міцівці, Хмельницька область. Демонтовано макет ордену Леніна у центрі села[70].
- 12 червня, м. Красилів, Хмельницька область. Серп і молот на мозаїчному панно було замінено на тризуб[71].
- 13 червня, м. Новомосковськ, Дніпропетровська область. Демонтовано макет ордену із зображенням серпа та молота разом з табличкою на честь 50-річчя радянської влади[72].
- 19 червня, с. Конельські Хутори, Черкаська область. Демонтовано серп і молот на в'їзді до села[73].
- 27 червня, м. Харків. Демонтовано макети радянських орденів на стелі підшипникового заводу[74].

### Липень
- 5 липня, с. Чабанівка, Хмельницька область. Зафарбовано напис з цитатою Леніна "Ми прийдемо до перемоги комуністичної праці"[75].
- 8 липня, м. Красноград, Харківська область. З меморіалу 96 загиблим красноармійцям зняли табличку, яка свідчить про те що тут поховані саме вони[76].
- 12 липня, м. Харків. Демонтовано пам'ятник про "дружбу з російським народом"[77].
- 18 липня, с. Дзюньків, Вінницька область. Демонтовано макет ордену із серпом та молотом[78].
- 19 липня, м. Олександрія, Кіровоградська область. Демонтовано меморіальну дошку Домініці Труховській-Валєєвій[79].
- 21 липня, м. Перечин, Закарпатська область. Демонтовано меморіальну дошку на честь 50-річчя СРСР[80].
- 22 липня, с. Успенка, Кіровоградська область. Демонтовано серп і молот з фасаду колишньої будівлі сільської ради[81].
- 23 липня, м. Львів. Демонтовано пам'ятники радянському солдату та Батьківщині-матері на вулиці Стрийській[82][83].
- 25 липня, с. Сошичне, Волинська область. На меморіалі воякам другої світової війни було демонтовано макет ордену із серпом та молотом та «1941» на написі «1941-1945» замінено на «1939»[84].
- 30 липня, м. Берегове, Закарпатська область. Демонтовано дошку на честь більшовицького Директоріуму[85].

### Серпень
- 1 серпня, м. Лисичанськ, Луганська область. Зафарбовано на будинку напис "50 лет ВЛКСМ"[86].
- 3 серпня, с. Монастирище, Чернігівська область. Демонтовано серп і молот з фасаду будинку культури.[87].
- 3 серпня, смт Козача Лопань, Харківська область. Демонтовано серп і молот з будівлі колишньої селищної ради[88].
- 9 серпня, с. Хутір-Будилів, Івано-Франківська область. Демонтовано вивіску з написом "СССР" з фасаду нічного клубу[89].
- 10 серпня, м. Дніпро. Зрізано серпи та молоти з флагштоків Історичного музею[90].
- 10 серпня, м. Покров, Дніпропетровська область. Демонтовано дошку на честь Зої Космодем'янської[91].
- 13 серпня, с. Підпилип'я (Кам'янець-Подільський район), Хмельницька область. Демонтовано фігуру серпа та молота[92].
- 14 серпня, м. Львів, зафарбовано напис "СССР" на вулиці Шевченка, 32[93].
- 18 серпня, м. Чуднів, Житомирська область. Демонтовано написи про спортивний оздоровчий табір 'Корчагинець', але не прибрана фігура червоноармійця[94].
- 18 серпня, м. Прилуки, Чернігівська область. Демонтовано серпи та молоти на будівлі, розташованій в центрі[95].
- 19 серпня, м. Мукачево, Закарпатська область. Демонтовано меморіальну дошку, присвячену комсомольцям та 'воз'єднанню' з СРСР[96].
- 23 серпня, м. Воловець, Закарпатська область. На фасаді залізничного вокзалу демонтовано комуністичну меморіальну символіку[97].
- 23 серпня, м. Кривий Ріг, Дніпропетровська область. Невідомими було пошкоджено комуністичну меморіальну дошку[98].
- 24 серпня, с. Ланна, Полтавська область. Демонтовано радянську символіку[99].
- 25 серпня, с. Петрівка, Донецька область. Демонтовано зірку і серп та молот з фасаду місцевого будинку культури.[100].
- 26 серпня, м. Каховка, Херсонська область. Радянські маршали Семен Будьонний та Климент Ворошилов позбавлені звання "Почесних громадян міста Каховки"[101].
- 30 серпня с. Кривопілля, Івано-Франківська область. Демонтовано макет радянської зірки [102].
- 31 серпня, м. Дніпро. Демонтовано флагшток з серпом і молотом[103].

### Вересень
- 2 вересня, м. Козятин, Вінницька область. Демонтовано зображення Леніна з центру дитячої та юнацької творчості[104].
- 5 вересня, м. Київ. Демонтовано пам'ятник дружби міст Києва і Москви[105].
- 5 вересня, м. Кропивницький. Демонтовано серпи і молоти з фасаду Кропивницької міської ради[106].
- 6 вересня, м. Миколаїв. Демонтовано радянську меморіальну дошку на вулиці Веселинівській[107].
- 6 вересня, м. Новоукраїнка, Кіровоградська область. Демонтовано погруддя Марку Мокряку[108].
- 6 вересня, с. Юрівка, Конотопський район, Сумська область. Зафарбовано серп і молот на автобусній зупинці[109].
- 7 вересня, с. Мирогоща Перша, Рівненська область. Демонтовано пам'ятник Семену Патолічеву[110].
- 9 вересня, м. Олександрія, Кіровоградська область. З універмагу «Жовтневий» було демонтовано радянську зірку[111].
- 10 вересня, м. Одеса. Демонтовано зображення серпа та молота на вулиці Базарній[112].
- 13 вересня, с. Кирияківка, Полтавська область. Демонтовано пам'ятник радянським окупантам Бутиріну і Бреславському[113].
- 14 вересня, с. Богдано-Надеждівка, Дніпропетровська область. Демонтовано напис - колгосп імені Богдана Хмельницького[114].
- 17 вересня, м. Кривий Ріг, Дніпропетровська область. Демонтовано комуністичну меморіальну дощку[115].
- 19 вересня, м. Харків. Закрито серп і молот на ХТЗ[116].
- 21 вересня, Кривопільський перевал, Івано-Франківська область. Декомунізовано стелу з макетом радянського ордену і написом 1945-1975 [117].
- 28 вересня, м. Коломия, Івано-Франківська область. Демонтовано радянські зірки в центрі міста, а на старій дерев'яній церкві замінили УРСРівську табличку на українську[118].
- 29 вересня, с. Караїна, Хмельницька область. Демонтовано надпис "Колгосп імені Островського" зі стели та напис "Ленінське" з автобусної зупинки[119].
- 30 вересня, м. Коломия, Івано-Франківська область. Демонтовано пам'ятник радянським солдатам, встановленний на честь військ НКВС[120].
- 30 вересня, м. Роздільна, Одеська область. З офіційного прапору та гербу міста прибрано червону п'ятикутну зірку[121].

### Жовтень
- 1 жовтня, с. Власівка, Полтавська область. Демонтовано серп та молот з місцевого Будинку Культури[122].
- 6 жовтня, с. Томашівка, Хмельницька область. Демонтовано серп та молот з мозаїки на Будинку Культури[123].
- 7 жовтня, с. П'ятничани, Хмельницька область. Зафарбовано радянські герби на стелі БК[124].
- 8 жовтня, м. Кривий Ріг, Дніпропетровська область. Демонтовано напис "Палац культури імені Артема"[125].
- 12 жовтня, с. Коритне, Чернівецька область. Декомунізовано постамент від пам'ятника комсомольцям[126].
- 19 жовтня, с. Чинадієво, Закарпатська область. Демонтовано меморіальну дошку на честь "325-річчя воз'єднання з Росією"[127].
- 22 жовтня, м. Сєвєродонецьк, Луганська область. Зафарбовано серп і молот на фасаді однієї з будівель міста[128].
- 26 жовтня, м. Лубни, Полтавська область. Демонтовано пам'ятник Чапаєву[129].
- 26 жовтня, м. Лохвиця, Полтавська область. Демонтовано пам'ятник комсомольцям 20-х років[129].
- 27 жовтня, м. Львів. Демонтовано радянський орден із серпом та молотом з Марсового поля[130][131].
- 30 жовтня, м. Київ. Демонтовано напис Більшовик з фасаду колишнього заводу[132].
- 31 жовтня, с. Поляна, Закарпатська область. Демонтовано меморіальну дошку на честь 50-річчя СРСР[133].

### Листопад
- 1 листопада, с. Сари, Полтавська область. Демонтовано радянський герб на пам'ятнику прикордонникам[134].
- 5 листопада, с. Зубра, Львівська область. Демонтовано пам'ятник НКВСівцям[135].
- 10 листопада, с. Глібів, Хмельницька область. Зафарбовано серп і молот на зупинці[136].
- 16 листопада, м. Чернівці. Демонтовано радянську меморіальну дошку[137].
- 19 листопада, с. Дмитрівка, Черкаська область. Демонтовано герб СРСР[138].
- 27 листопада, с. Калинівка, Київська область. Демонтовано пам'ятник воїнам-чекістам 227 полку військ НКВС[139].
- 30 листопада, с. Андріївка, Полтавська область. Демонтовано пам'ятник Енгельсу[140].

### Грудень
- 2 грудня, с. Залісся, Кам'янець-Подільський район, Хмельницька область. Демонтовано серп і молот з фасаду будинку культури[141].
- 2 грудня, с. Писарівщина, Полтавська область. Демонтовано пам'ятник Борцям за владу Рад[142].
- 2 грудня, с. Вишневе, Полтавська область. Демонтовано пам'ятник Куйбишеву[143].
- 3 грудня, с. Ясенівка, Хмельницька область. Демонтовано серп і молот[144].
- 3 грудня, м. Тальне, Черкаська область. Демонтовано пам'ятник Федору Дубковецькому[145].
- 7 грудня, м. Рубіжне, Луганська область. Демонтовано паркан на якому було 19 серпів та молотів[146].
- 10 грудня, м. Львів. Зафарбовано напис "Слава радянському народу"[147].
- 13 грудня, м. Кривий Ріг. Демонтовано дошку на честь 50-річчя жовтня з фасаду Університету[148].
- 14 грудня, с. Агаймани, Херсонська область. Демонтовано пам'ятник Фрунзе[149].
- 16 грудня, м. Каховка, Херсонська область. Демонтовано надпис "імені Блюхера" з фасаду кінотеатру[150].
- 20 грудня, с. Жовнине, Черкаська область. Декомунізовано в'їзну стелу у селі[151].
- 24 грудня, с. Глібів, Хмельницька область. Демонтовано погруддя Фрунзе[152].
- 24 грудня, с. Кубей, Одеська область. Закрито серп і молот на фасаді будівлі[153].
- 30 грудня, с. Мала Боровиця, Хмельницька область. Демонтовано погруддя Миколі Островському[154].
- 31 грудня, с. Вовчик, Сумська область. Демонтовано макет ордену із серпом та молотом[155].

## Цікаві факти
- На початок 2021 року всього в Україні з приблизно 1600 (сума знесених + ті, що лишились) лишалось близько 300 пам'ятників Леніну, абсолютна більшість з яких — розташовані на тимчасово окупованих Росією і терористами територіях.

 — місто Київ, в якому пам'ятники протягом періоду відповідно демонтовані/знесені
 — обласні центри України, в яких пам'ятники протягом періоду відповідно демонтовані/знесені
 — міста, в яких пам'ятники протягом періоду відповідно демонтовані/знесені
 — селища, села, селища міського типу, в яких пам'ятники протягом періоду відповідно демонтовані/знесені